# Verwaltungsgemeinschaft Neuffen
Die Verwaltungsgemeinschaft Neuffen ist eine Vereinbarte Verwaltungsgemeinschaft im Landkreis Esslingen in Baden-Württemberg (Deutschland).
Die Verwaltungsgemeinschaft wurde 1975 gegründet und hat ihren Sitz in Neuffen. Nach § 59 der baden-württembergischen Gemeindeordnung ist die Stadt Neuffen die erfüllende Gemeinde, das heißt, sie erfüllt die der Verwaltungsgemeinschaft übertragenen Aufgabe, dies ist die Flächennutzungsplanung. Vorsitzender der Verwaltungsgemeinschaft ist der amtierende Bürgermeister von Neuffen. 
Die Geschäftsstelle der Verwaltungsgemeinschaft befindet sich im Rathaus Neuffen.

## Mitgliedsgemeinden
| Gemeinde                       | Neuffen                     | Beuren                           | Kohlberg                           |
| Wappen                         |                             |                                  |                                    |
| Einwohner (31. Dezember 2023)  | 6164                        | 3602                             | 2281                               |
| Fläche (km²)                   | 17,45                       | 11,69                            | 4,39                               |
| Bevölkerungsdichte (Einw./km²) | 353                         | 308                              | 520                                |
| Vorwahl                        | 0 70 25                     | 0 70 25                          | 0 70 25                            |
| Gemeindeschlüssel              | 08 1 16 046                 | 08 1 16 011                      | 08 1 16 036                        |
| PLZ                            | 72639                       | 72660                            | 72664                              |
| Anschrift                      | Hauptstr. 19, 72639 Neuffen | Linsenhofer Str. 2, 72660 Beuren | Metzinger Straße 1, 72664 Kohlberg |
| Bürgermeister                  | Matthias Bäcker (SPD)       | Daniel Gluiber                   | Rainer Taigel                      |
| Internetauftritt               | Neuffen                     | Beuren                           | Kohlberg                           |